# Saud Al-Hujailan
Saud Al-Hujailan (en arabe: سعود الحجيلان) est un homme politique et syndicaliste koweïtien, fondateur et président de la Fédération internationale des syndicats d'Asie et d'Afrique créée en 2019. 
Il préside aussi le Mouvement populaire national koweïtien[Quand ?]. En 2017, il a fondé la Fédération des travailleurs du secteur privé koweïtiens. Il est le fils du dirigeant syndicaliste koweïtien Rashid Falah Al-Hujailan, l'ancien chef de l'Union générale des travailleurs koweïtiens. Saud Al-Hujailan occupe également le poste de président de l'Organisation afro-asiatique des droits de l'homme (Asian African Human Rights Organisation) depuis le 11 janvier 2022, et ce près avoir été vice-président de l'ex-président Muhammad bin Trikhem al-Jubeiry.